# Brent Meeke
Brent Alan Meeke (* 20. Juli 1950 in Toronto, Ontario) ist ein ehemaliger kanadischer Eishockeyspieler. Er war in Deutschland für den Mannheimer ERC aktiv.

## Karriere
Brent Meeke begann seine Karriere als Stürmer bei den Niagara Falls Flyers in der kanadischen Juniorenliga Ontario Hockey Association im Jahr 1969. Nach drei Spielzeiten, in denen er in 142 Spielen 10 Treffer erzielte und 50 Torvorlagen gab, wechselte er zu den Phoenix Roadrunners in die Western Hockey League. Nach einem Jahr gelang ihm dann der Sprung in die National Hockey League, wo er für die California Golden Seals und die Cleveland Barons auftrat. Die Mannschaft aus Kalifornien hatte ihn 1972 als Nummer 118 in der achten Runde der NHL Amateur Draft 1972 ausgewählt. Auf Dauer konnte sich Meeke aber nicht in der NHL etablieren. Bis zur Saison 1976/1977 musste er immer wieder in die Central Hockey League zu den Salt Lake Golden Eagles, einem Farmteam der California Golden Seals zurück. Trotzdem gelangen ihm in der NHL 9 Tore und 22 Torvorlagen.
Nach einem Jahr Eishockeyabstinenz wechselte er 1978 nach Deutschland in die Eishockey-Bundesliga zu dem Mannheimer ERC, den jetzigen Adler Mannheim. In drei Spielzeiten gelangen ihm bei 101 Spielen 24 Tore und 66 Torvorlagen. Meeke war in Deutschland für sein hartes körperbetontes Spiel bekannt und musste in den drei Spielzeiten für insgesamt 257 Minuten auf die Strafbank. Er war in Mannheim als Verteidiger eingesetzt worden. Trotz seiner vielen Strafzeiten war er einer der Garanten für den Gewinn der Deutschen Meisterschaft in der Saison 1979/1980, zu der die Mannschaft von Trainer Heinz Weisenbach geführt wurde. 1981 beendete Meeke seine Karriere. Im Jahr 1998 wurde Meeke von seinem ehemaligen Mitspieler Harold Kreis anlässlich dessen Abschiedsspiels als Verteidiger in das MERC Dream Team gewählt.

## Erfolge und Auszeichnungen
| - 1973 Lester-Patrick-Cup-Gewinn mit den Phoenix Roadrunners - 1975 Adams-Cup-Gewinn mit den Salt Lake Golden Eagles - 1975 CHL Second All-Star Team | - 1976 CHL Second All-Star Team - 1980 Deutscher Meister mit dem Mannheimer ERC |